# آنتزولا د اوسولا
آنتزولا د اوسولا (به ایتالیایی: Anzola d'Ossola) یک کومونه در ایتالیا است که در استان وربانو-کوزیو-اوسولا واقع شده‌است.

## خصوصیات
آنتزولا د اوسولا ۱۳٫۸ کیلومترمربع مساحت و ۴۵۵ نفر جمعیت دارد و ۲۱۰ متر بالاتر از سطح دریا واقع شده‌است.